# سيو يو ري
سيو يو ري (بالكورية: 서유리)‏ هي ممثلة صوتية كورية جنوبية، ولدت يوم 8 فبراير 1985 في دايغو في كوريا الجنوبية.

## روابط خارجية
- سيو يو ري على موقع IMDb (الإنجليزية)
- سيو يو ري على موقع قاعدة بيانات الفيلم (الإنجليزية)